# Chazelles (Cantal)
Chazelles é uma comuna francesa na região administrativa de Auvérnia-Ródano-Alpes, no departamento de Cantal. Estende-se por uma área de 6,13 km². Em 2010 a comuna tinha 33 habitantes (densidade: 5,4 hab./km²).